# 中国第一历史档案馆
中国第一历史档案馆是中华人民共和国国家档案局直属的中央级国家档案馆，专门保管明朝、清朝中央政府和皇室原始档案，现藏有明清档案1000余万件，占存世明清档案总量的一半。

## 机构设置
- 保管处
- 利用处
- 整理处
- 编目处（目录中心）
- 满文处
- 编研处
- 复制处
- 网络处
- 基建处
- 安保处
- 行财处
- 人事处（党委办公室）
- 办公室
- 离退休干部处

## 档案管理
為保證檔案原件安全，館內對所有檔案原件採取封存管理，一律不再提供利用。今後館內的檔案利用將以縮微膠片閱覽、電子閱覽、檔案出版物閱覽３種方式提供。

## 历史
1925年10月10日，北平故宫博物院成立时下属的图书馆设文献部，1927年6月改称掌故部，1928年10月改称文献馆，1951年5月改称档案馆。
1955年12月，划归国家档案局领导，改名第一历史档案馆。
1959年10月，并入中央档案馆，改称中央档案馆明清档案部。
1969年底，重归故宫博物院领导。
1980年4月，正式成立中国第一历史档案馆。
2014年，由清华大学建筑设计研究院院长庄惟敏牵头的中国第一历史档案馆新馆建筑设计方案中标。
2016年12月20日，中国第一历史档案馆迁建工程开工。
2021年5月，中国第一历史档案馆启用“史”字和“宬”字融为一体的新标志。
2021年7月19日，位于北京市东城区祈年大街9号的中国第一历史档案馆新馆开馆。